# Dynomenidae
Die Dynomenidae  sind eine Familie ursprünglicher Krabben (Brachyura) innerhalb der Überfamilie Dromioidea. Sie werden oft den sogenannten „primitiven Krabben“ (Podotremata) zugeordnet, was auf einige ursprüngliche Merkmale in ihrer Anatomie und Fortpflanzung hinweist. Sie umfasst 22 Arten in fünf Gattungen.

## Merkmale
Der Carapax ist meist breiter als lang, seine Oberfläche glatt, bedornt oder mit Höckern besetzt und oft mit dichten Borsten ausgestattet. Die Seitenränder sind deutlich und oft mit Zähnen bewaffnet. Die Stirn ist breit-dreieckig und unbewaffnet. Die Stirngrube ist deutlich abgesetzt und hinten geteilt. Cervicale, postcervicale und branchiale Grübchen sind vorhanden, ebenso eine Seitenlinie. Augen-, Antennen- und Antennulengruben sind  deutlich. Die Antennulen sind oft in der Augenhöhle unter der Basis des Augenstiels verborgen. Die Augenhöhlen sind entweder länglich und tief und schräg angeordnet oder flacher, kürzer und eher querverlaufend. Der Stirnrand ragt nach vorn. Der Hinterrand des Carapax ist eher konkav.
Gewöhnlich sind 19 Kiemen (einschließlich sechs Podobranchen) und sieben Epipoden ausgebildet. Die Kiemenplatten variieren in der Form und haben eine variable Zahl von epibranchialen Lappen. Das dritte Maxilliped ist deckelförmig und bedeckt die Mundhöhle vollständig. Basis und Ischium des Endopoditen sind verschmolzen, aber durch eine deutliche, flache Naht erkennbar. Die Somiten S1 und 2 oder S1 bis S3 bilden ein enges Schild, die folgenden thorakalen Sterniten sind entweder vollständig in die Coxen der Schreitbeine einbezogen oder mit einer sehr schmalen Seitenportion zwischen Pleon und Schreitbeinen verwoben. S4 bis S7 sind mit Ausnahme der Episterniten zu einer einheitlichen, parallelwandigen Platte verschmolzen.
Die Scherenbeine sind gewöhnlich kräftig und sind bei Männchen größer (Sexualdimorphismus). Die Finger sind ausgehöhlt und ihr Ende bezahnt. Das letzte Schreitbein (P5) ist reduziert, sein Ende trägt eine Subchela, bei der der Dactylus mit einer distalen Erweiterung des Propodus opponiert. Es ist bei Weibchen kräftiger und bedornt. Die ersten sechs Somiten des Pleons sind frei oder das dritte bis sechste, bei sichtbar bleibenden Nähten, verschmolzen und ohne Pleura. Beide Geschlechter haben fünf Pleopodenpaare, wobei das erste bei Weibchen und die letzten drei bei Männchen stark zurückgebildet sind. Das Telson erreicht die Basis des dritten Maxillipeden in der Mitte des Segments S4. Der Arretiermechanimus kann entweder fest unter Einbeziehung der Coxa des dritten Maxillipeden und P1 bis P3 sein oder nur locker durch Coxa- und Sternalstrukturen, so dass das Pleon nur bei Seitwärtsbewegungen arretiert ist.
Die Öffnungen der Spermatheca sind klein und rundlich. Die Coxa des fünften Schreitbeins ist zur Umhüllung des Penbis stark modifiziert. Das erste Gonopodium endet in einer Platte. Das zweite ist lang, hat ein stilettartiges Flagellum, und ein rudimentäres Exopodit.

## Systematik
Zur Familie gehören vier Unterfamilien:
- Acanthodromiinae Guinot, 2008
- Dynomeninae Ortmann, 1892
- Metadynomeninae Guinot, 2008 und
- Paradynomeninae Guinot, 2008